# Cooperativa Agrícola (Marçà)
La Cooperativa Agrícola de Marçà (Priorat), o el Sindicat Nou, és una obra noucentista protegida com a bé cultural d'interès local.

## Descripció
Conjunt de dos edificis bastits en èpoques diferents, d'acord amb criteris i tècniques diferents i que acullen les instal·lacions de la Cooperativa Agrícola. La part més antiga data del 1917 i és constituïda per un edifici de planta rectangular distribuït en tres naus, essent la central de més àmplies proporcions que la lateral. És bastit amb murs de maçoneria i pilastres de maó, amb coberta de teula que reposa sobre entramat de ferro. És d'interès el conjunt de la façana, avui posterior, amb un ús abundant de l'obra vista i àmplies obertures. La part més moderna, construïda el 1929, constitueix el dit sindicat nou, amb accés per la carretera de Falset i de proporcions més modestes que l'anterior, situat a la seva part posterior. És bastit de maçoneria i maó, arrebossats. La seva disposició és d'un cos de tres naus, la central més alta que les laterals, creuat per una nau d'igual altura que la principal, totes dues cobertes per teulades a dues vessants.

## Història
El 1913 es fundà el Sindicat Vinícola del Baix Priorat que edificà i acabà el 1917 el primer edifici conegut com a "sindicat vell", d'àmplies dimensions i d'acord amb la tipologia de l'època. El 1919 es fundava el segon sindicat, dit "nou", el Sindicat Agrícola i Caixa Rural, que passat un temps aixecà el segon bloc. Ambdues entitats es fusionaren el 1936 i l'accés principal passà a ser pel sindicat "nou", ateses les millors possibilitats de comunicació sense haver de travessar el poble.
El 1998, la Cooperativa Agrícola de Marçà es va unificar amb la Cooperativa Agrícola de Falset. La nova Cooperativa es dedica a l'elaboració i comercialització de vins sota la denominació d'origen Tarragona, subzona de Falset, i de fruits secs.